# 维莱格雷洛
维莱格雷洛（法語：Villers-Grélot，法語發音：[vilɛʁ ɡʁelo]）是法国杜省的一个市镇，属于贝桑松区。

## 地理
维莱格雷洛（47°21'24"N, 6°13'36"E）面积7.02 平方千米，位于法国勃艮第-弗朗什-孔泰大區杜省，该省份为法国东部内陆省份，北起上索恩省，西接汝拉省，东部及东南部与瑞士接壤，东北部与贝尔福地区省接壤。
与维莱格雷洛接壤的市镇（或旧市镇、城区）包括：拉图尔德赛、桑德雷、普利涅-吕桑、勒皮、鲁日蒙托、瓦勒德鲁朗。

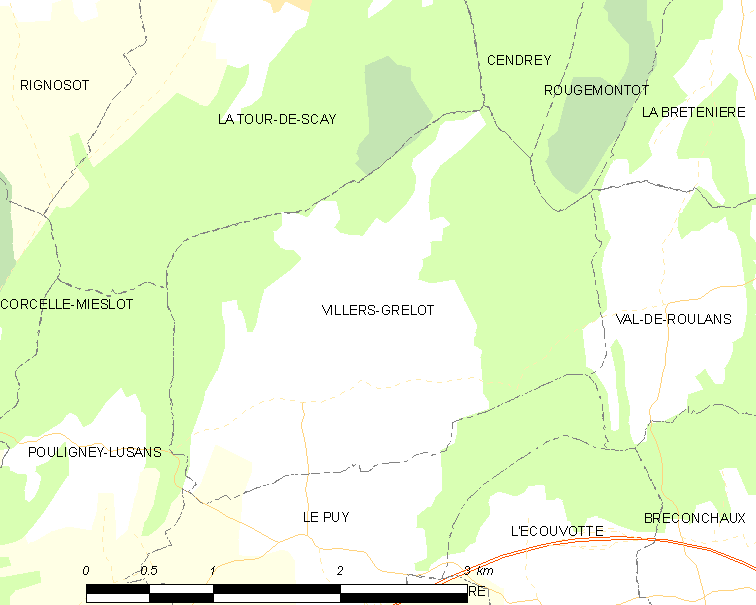
维莱格雷洛的OSM定位图

维莱格雷洛的时区为UTC+01:00、UTC+02:00（夏令时）。

## 行政
维莱格雷洛的邮政编码为25640，INSEE市镇编码为25624。

## 政治
维莱格雷洛所属的省级选区为博姆莱达姆县。

## 人口

1962-2008年间维莱格雷洛人口变化图示

维莱格雷洛于2022年1月1日时的人口数量为144人。